# Du har kommit till mig
Du har kommit till mig är en psalm vars text är skriven av Augustinus och Christina Lövestam. Musiken är skriven av Per Harling. 

## Publicerad som
- Nr 876 i Psalmer i 2000-talet under rubriken "Jesus Kristus - människors räddning".